# František Blažek (pedagog)
František Blažek (21. prosince 1814 Velešice – 23. ledna 1900 Praha), byl český hudební pedagog, hudební teoretik a varhaník.

## Život
František Blažek se narodil v malé vesničce Velešice, nedaleko Nového Bydžova v rodině krejčího Jiřího Blažka a jeho ženy Barbory Jeřábkové. Zprvu absolvoval základní vzdělání a následně se odebral do Prahy, kde studoval na České technice a současně pak v letech 1833–1834 na varhanické škole, kde se školil hře na varhany u Roberta Führera.
Po dvou letech studia, které absolvoval s vyznamenáním, byl ihned jmenován výpomocným učitelem a roku 1838 pak řádným profesorem nauky o harmonii na téže varhanické škole, která byla roku 1889 spojena s Pražskou konzervatoří hudby. Mezi tím se roku 1836 stal tajemníkem Jednoty ku zvelebení chrámové hudby v Čechách.
V roce 1839 se František Blažek oženil s Marií Peschtovou, za necelý rok se jim narodila dcera Aloisie (* 1840), která byla uznávanou operní pěvkyní. Později měl se svojí ženou ještě dalších několik dětí, a to dceru Cecílii (* 1843), Zdeňku (* 1850) syna Karla (* 1847) a Jaroslava (* 1854).
Během své pedagogické činnosti dal odborné vzdělání několika generacím skladatelů, jeho žáky byli mj. František Zdeněk Skuherský, Josef Leopold Zvonař, Eduard Nápravník, Karel Bendl, Josef Nešvera, Jan Malát, Karel Stecker, Bohuslav Jeremiáš, Josef Bohuslav Foerster, Antonín Dvořák, Josef Přibík, Jindřich Hartl, Antonín Petzold, František Musil, Leoš Janáček, Jindřich Káan, Josef Klička a Josef Jiránek. František Blažek pokračoval v pedagogické činnosti na konzervatoři do června 1895, kdy byl penzionován. Zemřel v důsledku sešlosti na konci ledna roku 1900 a o dva dny později byl pohřben na Olšanských hřbitovech.
František Blažek byl činný též jako skladatel, komponoval především písně, varhaní a chrámové skladby. Rovněž přispíval odbornými články do rozličných českých časopisů, kterými byly např. Lumír, Dalibor, Slavoj a další, čímž vytvářel a stabilizoval českou hudební terminologii.
Nejvýznamnější z jeho drobnějších textů je např. „Slovo o vývinu harmonie” (Slavoj 5, 1864, č. 8–12), jež byla první prací, která v češtině kompilovala z německých pramenů dějiny hudební teorie. Jeho Theoreticko-praktická nauka o harmonii, která byla napsána již v roce 1850, ale pro nedostatek nakladatelských prostředků vydaná až roku 1866, byla ve své době nejpoužívanější učebnicí.

## Dílo

### Odborná literatura
- 1866 Theoreticko-praktická nauka o harmonii
- 1878 Cvičení v harmonisování a kontrapunktování[12]
- 1879 Postupné cvičení v počíslovaném basu